# كلوتيل
كلوتيل، أو ابنة الرئيس (بالإنجليزية: Clotel; or, The President's Daughter) هي رواية للمؤلف والكاتب المسرحي ويليام ويلز براون. نشر براون الرواية في لندن في عام 1853 حيث مكث هناك هرباً من العبودية في الولايات المتحدة. والرواية تعتبر أول رواية لكاتب أمريكي من أصل أفريقي. ونشرت ثلاثة نسخ إضافية حتى 1867.

## وصلات خارجية
- كلوتيل على موقع الموسوعة البريطانية (الإنجليزية)

- كتاب مجاني: كلوتيل على مشروع غوتنبرغ
- Clotel: An Electronic Scholarly Edition نسخة محفوظة 12 ديسمبر 2007 على موقع واي باك مشين., University of Virginia Press.
- Clotel, Documenting the American South, University of North Carolina